# Каменогорск
Каменогорск (рус. Каменного́рск), до 1948. Антреа (рус. Антреа; швед. Saint-Andre; фин. Antrea) град је на северозападу европског дела Руске Федерације. Налази се у северозападном делу Лењинградске области, на подручју Виборшког рејона.
Према проценама националне статистичке службе за 2015. у граду је живело 6.781 становника.

## Географија
Град Каменогорск смештен је на левој обали реке Вуоксе, на северу Карелијске превлаке, и административно припада Виборшком рејону Лењинградске области. Налази се на око 170 километара северозападно од Санкт Петербурга, односно на око 44 км североисточно од рејонског средишта, града Виборга. Градско средиште лежи на надморској висини од 20 m. Градска територија пружа се у уском појасу уз леву обалу реке Вуоксе дужином од готово 10 километара, а једини део града који је физички одвојен од остатка насеља је насеље Гранитни које се налази на маленом полуострву које је са три стране окружено реком Вуоксом.

## Историја
У писаним изворима данашњи Каменогорск први пут се помиње 1597. године као малено насеље у црквеној лутеранској општини Светог Андрије која је била под патронатом шведске цркве. У вези са тим и само насеље је првотно називано Свети Андрија (швед. Saint-Andre).
По окончању Финског рата (1808–1809) између Шведске и Русије, Шведска губи Финску, а самим тим и насеље Свети Андрија прелази у састав Руске Империје. Од тог тренутка насеље почиње да носи финско име Антреа.
Године 1948. у складу са законом о русификацији топонимије на подручју некадашње финске Карелијске превлаке, град Антреа је прво преименован у Гранитни, потпм у Првомајск и на послетку на Каменогорск.

## Демографија
Према подацима са пописа становништва 2010. у граду је живело 6.739 становника, док је према проценама националне статистичке службе за 2015. град имао 6.781 становника.
| 1939. | 1959. | 1970. | 1979. | 1989. | 2002. | 2010. | 2015. |
| ----- | ----- | ----- | ----- | ----- | ----- | ----- | ----- |
| ---   | 3.025 | 3.745 | 4.054 | 5.694 | 6,084 | 6.739 | 6.781 |

## Партнерски градови
Град Каменогорск има потписане уговоре о партнерству и сарадњи са следећим градовима:
- Куопио, Финска
- Силинјерви, Финска